# 東京コピーライターズクラブ
東京コピーライターズクラブ（TOKYO COPYWRITERS CLUB : 以下TCCと表記）は、東京を中心に日本全国で活躍するコピーライターやCMプランナーの団体。TCCは、おそらく世界で最大のコピーライターの集団。毎年4月、前年度に実際に使用された広告の中から、優秀作品を選出。その制作者を「TCC賞」受賞者として発表し、秋に受賞作品のほか優秀作品を掲載した「コピー年鑑」を発行している。

## TCC賞とは
コピーで選ぶコピーライターの賞。TCC賞とは、東京コピーライターズクラブが選ぶ広告賞。1962年に誕生。審査は一般部門・新人部門に分かれ、それぞれ賞を決定している。
一般部門：
- TCCグランプリ  業種・媒体を問わず、その年の最も優秀な広告作品。
- TCC賞      業種・媒体を問わず、全体の上位約10点に選出された優秀な作品。
- 審査委員長賞   審査委員長が特に優れていると判断し、選出した広告作品。

新人部門：
- 最高新人賞・新人賞 TCC会員以外の制作者による、一定の水準をクリアした広告。その中でもっとも優れた制作者に最高新人賞が贈られる。

## TCCコピー年鑑
TCCでは、1963年度から、毎年行われる審査会で選ばれた広告を『TCCコピー年鑑』として発行している。現在の版元は宣伝会議。

## 創立
1958年1月10日、前身である「コピー十日会」を結成。1962年10月10日、「東京コピーライターズクラブ」に名称変更。

## 歴代会長
- 1962～1979年 上野壮夫
- 1979～1984年 近藤朔
- 1991～1997年 土屋耕一
- 1997～2006年 秋山晶
- 2006～2019年 仲畑貴志
- 2019～ 谷山雅計

## 会員
毎年4月に行われるTCC新人賞審査に応募し、新人賞を受賞することで入会資格を得ることができる。例年、30名前後が受賞・入会している。会員数889名（2015年3月現在）。

## TCC HALL OF FAME
TCCホール・オブ・フェイムは、2003年から制定されたコピーライターの顕彰制度。広告コピーのクオリティと社会的評価を高めるうえで 顕著な功績を残した先達を称え、 その偉大な業績を後世に伝えることを目的としている。

### 顕彰者
- 2003年 土屋耕一、開高健、梶祐輔
- 2004年 上野壮夫、西尾忠久
- 2005年 片岡敏郎
- 2006年 黒須田伸次郎、竹岡美砂、向秀男
- 2008年 新井静一郎、山口瞳
- 2009年 秋山晶、近藤朔、天野祐吉
- 2010年 朝倉勇、赤井恒和
- 2011年 清水啓一郎、鈴木康之、坂本進
- 2012年 糸井重里
- 2013年 西村佳也、眞木準
- 2014年 小野田隆雄
- 2015年 仲畑貴志
- 2017年 コピー十日会
- 2020年 岩崎俊一
- 2022年 岡康道
- 2023年 一倉宏